# グラーリア
グラーリア（伊: Graglia）は、イタリア共和国ピエモンテ州ビエッラ県にある、人口約1,500人の基礎自治体（コムーネ）。

## 地理

### 位置・広がり
| 隣接するコムーネは以下の通り。括弧内のAOはヴァッレ・ダオスタ州、TOはトリノ県所属を示す。 - カンブルツァーノ - ドナート - リリアーヌ (AO) - モングランド - ムッツァーノ - ネトロ - セッティモ・ヴィットーネ (TO) - ソルデーヴォロ |